# Spielberg (Stiermarken)
Spielberg is een stad in de Oostenrijkse deelstaat Stiermarken. Ze telt 5350 inwoners (2022).

## Geschiedenis
Op 1 juni 1951 werd de naam van de gemeente veranderd van Spielberg in Spielberg bei Knittelfeld, maar sinds 1 juli 2009 heet de gemeente weer Spielberg. Toen kreeg ze tevens de status van stadsgemeente. De gemeente maakte deel uit van het district Knittelfeld, tot dit op 1 januari fuseerde met het district Judenburg tot het huidige district Murtal. Op diezelfde dag werd de gemeente Flatschach in Spielberg opgenomen.

## Formule 1-circuit
In de gemeente bevindt zich de Red Bull Ring (voorheen gekend als de A1-Ring en de Österreichring). Het circuit is meerdere malen de thuisbasis van de Grand Prix Formule 1 van Oostenrijk geweest: van 1970 tot 1987, van 1997 tot 2003 en vanaf 2014.
Stadsgemeenten:
Judenburg · Knittelfeld · Spielberg · Zeltweg

Marktgemeenten:
Kobenz · Obdach · Pöls-Oberkurzheim · Pölstal · Seckau · Unzmarkt-Frauenburg · Weißkirchen in Steiermark

Overige gemeenten:
Fohnsdorf · Gaal · Hohentauern ·  Lobmingtal ·  Pusterwald · Sankt Georgen ob Judenburg · Sankt Marein-Feistritz · Sankt Margarethen bei Knittelfeld · Sankt Peter ob Judenburg
- Gemeinsame Normdatei: 7500318-1
- MusicBrainz: ac7cd796-18ad-4771-a3cc-54a4f79b93c6
- Nationale Bibliotheek van Israël: 987007400799505171
- Virtual International Authority File: 242321444